# دیاسور
دیاسور (به لاتین: Diasur) یک روستا در بنگلادش است که در استان باریسال و در ناحیه باریسال واقع شده است.